# Clarbec
Clarbec je francouzská obec v departementu Calvados v regionu Normandie. Žije zde 321 obyvatel.

## Geografie

### Sousední obce
| Růžice kompasu |                | Beaumont-en-Auge | Reux        | Růžice kompasu |
| Růžice kompasu | Drubec Valsemé | Sever            | Saint-Hymer | Růžice kompasu |
| Růžice kompasu | Drubec Valsemé | Clarbec          | Saint-Hymer | Růžice kompasu |
| Růžice kompasu | Drubec Valsemé | Jih              | Saint-Hymer | Růžice kompasu |
| Růžice kompasu | Bonnebosq      | Formentin        |             | Růžice kompasu |